# Vaccaria hispanica
Vaccaria hispanica es la única especie del género monotípico Vaccaria de la familia de las cariofiláceas. Es originaria de Eurasia y Macaronesia. 

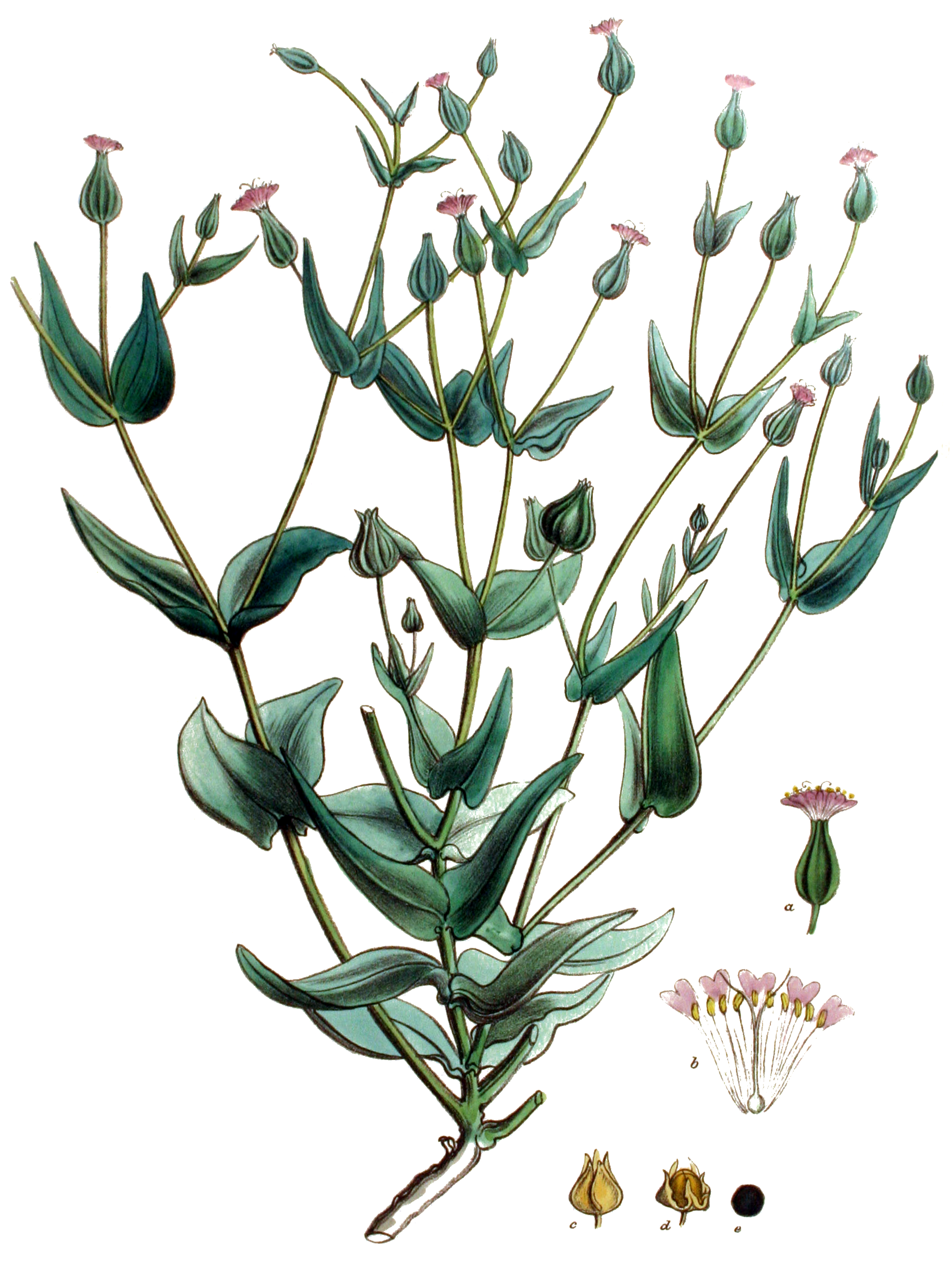
ILustración

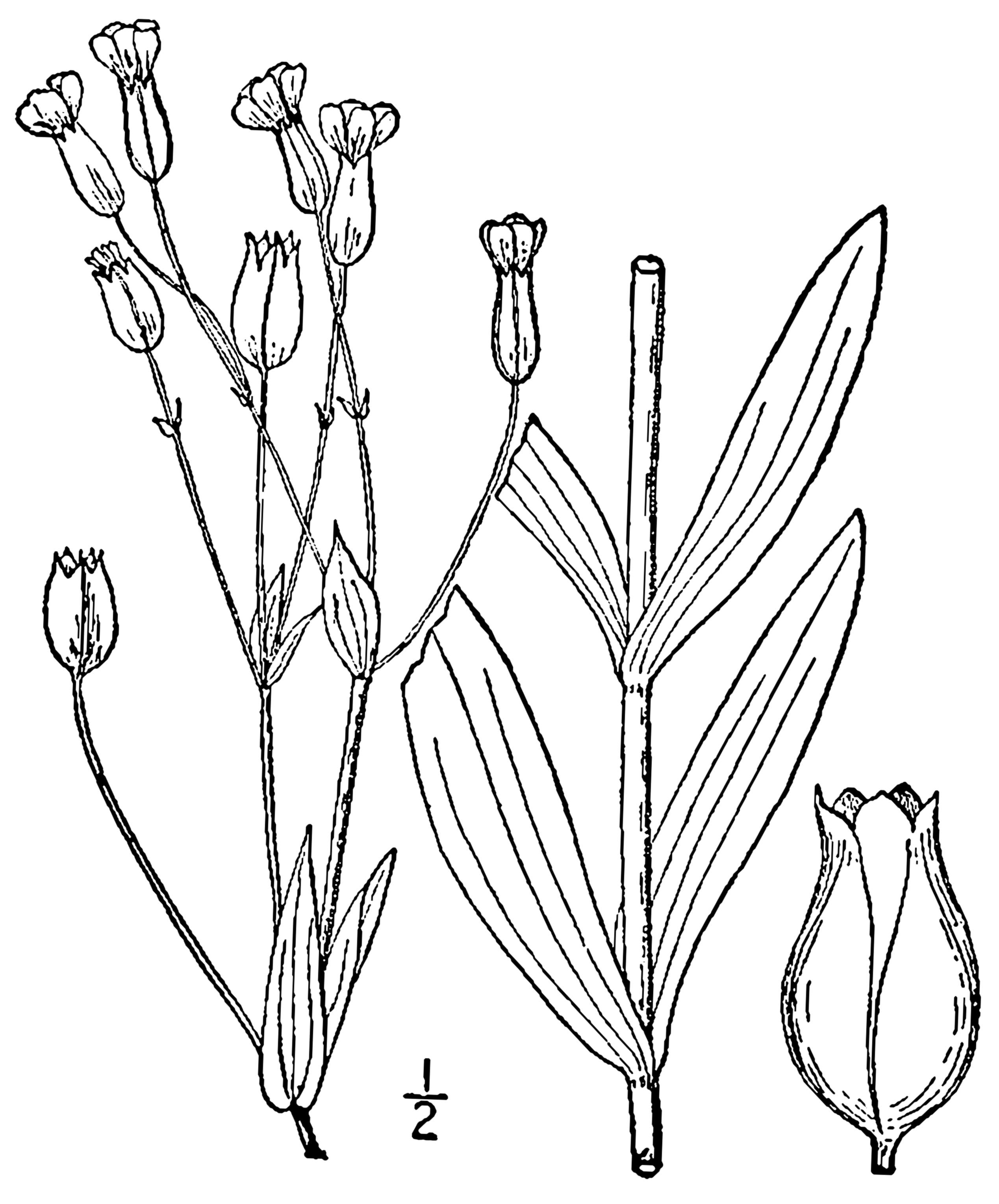
Antigui dibujo de la planta

## Descripción
Es una planta glauca, glabra. Tiene tallos que alcanzan los 14-65(70) cm de altura, simples o ramificados -sobre todo en la inflorescencia-, ± engrosados en los nudos, fistulosos. Hojas (30)40-90(160) x (3)5-20(40) mm -de tamaño progresivamente menor de abajo arriba, hasta transformarse en pequeñas brácteas en la inflorescencia-, uninervías, con el nervio bien marcado, agudas; las inferiores, oblongas, algo atenúadas en la base; las superiores, ovado-lanceoladas, sésiles, subcordadas en la base. Las inflorescencias con pedicelos florales de hasta 40(60) mm, finos. Cáliz 12-17 x 5-10(13) mm, con alas de c. 1 mm de anchura y de color verde más intenso que el del resto del cáliz. Pétalos rosados, con lámina de (3)6-8 x 5-7 mm, obovada, emarginada, y uña de 15 mm. Semillas 2-2,5 mm, negras.

## Distribución y hábitat
Se encuentra en las tierras cultivadas o terrenos incultos circundantes, preferentemente calcícola; a una altitud de 0-1800 metros en Europa, C y SW de Asia, Norte de África, Madeira, Canarias; introducida en Norteamérica, Australia y Nueva Zelanda. Está presente en toda la península ibérica y Mallorca, siendo más rara en las regiones con clima húmedo; cada vez más escasa por causa de los herbicidas, pudiendo haber desaparecido de algunas provincias.

## Taxonomía
Vaccaria hispanica fue descrita por (Mill.) Rauschert y publicado en Feddes Repertorium 73(1): 52. 1966.
Citología
Número de cromosomas de Vaccaria hispanica (Fam. Caryophyllaceae) y táxones infraespecíficos:  2n=30
Etimología
Vaccaria: nombre genérico que deriva del latín vacca, -ae = vaca; y arius, -aria, -arium = sufijo que indica relación de semejanza, parentesco, etc., donde se refiere a que la planta se consideraba apetitosa para las vacas.
hispanica: epíteto geográfico latino que alude a su localización en Hispania.
Sinonimia
- Gypsophila vaccaria Sm.
- Gypsophila vaccaria Clarke ex Towns.
- Lychnis vaccaria Scop.
- Saponaria amplissima Mill.
- Saponaria hispanica Mill.
- Saponaria oxydonta (Boiss.) Boiss.
- Saponaria pentagona Steud.
- Saponaria perfoliata Gilib.
- Saponaria rubra Lam.
- Saponaria segetalis Neck.
- Saponaria vaccaria L.
- Saponaria vaccaria var. grandiflora Fisch. ex DC.
- Silene vaccaria E.H.L.Krause
- Vaccaria arvensis Link
- Vaccaria grandiflora Jaub. & Spach
- Vaccaria inclusa Ledeb.
- Vaccaria oxydonta Boiss.
- Vaccaria parviflora Moench
- Vaccaria perfoliata Sweet
- Vaccaria pyramidalis Prahl
- Vaccaria pyramidata Medik.
- Vaccaria pyramidata subsp. grandiflora Hayek
- Vaccaria pyramidata var. grandiflora Cullen
- Vaccaria segetalis Garcke ex Asch.
- Vaccaria sessilifolia Sweet
- Vaccaria vaccaria (L.) Huth
- Vaccaria vaccaria (L.) Britton
- Vaccaria vulgaris Host[4]

## Nombres comunes
- Castellano: colleja, collejas, collejones, collejón, faroles, farolicos, hiel de la tierra, hierba de la vaca, hierba de vaca, jabonera, teta de baca boba, teta de vaca, teta de vaca boba, tomillo zalcero, trompo, trompos, trompón.[5]